# Jean-Baptiste Édouard Bornet
Pour les articles homonymes, voir Bornet.
Jean-Baptiste Édouard Bornet est un botaniste français, né le 2 septembre 1828 à Guérigny et mort le 18 décembre 1911 à Paris.

## Biographie
Bornet détermine la nature des lichens et décrit le processeur reproductif des algues rouges. Les Notes algologiques (1876-1880) et les Études phycologiques (1878) de Gustave Adolphe Thuret sont publiées par ses soins après la mort de Thuret. Il étudie aussi les algues récoltées au Maroc et en Méditerranée par Peter Schousboe.
Bornet est membre de l’Académie des sciences en 1886. Il reçoit la médaille linnéenne en 1891 et devient membre étranger de la Royal Society en 1910. Il est président de la Société botanique de France en 1882.

## Publications
- « Notice biographique sur M. Gustave-Adolphe Thuret », Mémoires de la Société Nationale des Sciences Naturelles de Cherbourg, vol. 20,‎ 1976, p. 1-69
- « Notice biographique de Joseph Decaisne », dans Catalogue de la bibliothèque de feu M.J. Decaisne classé par Julien-Joseph Vesque, Paris, Adolphe Labitte, 1883, xxi+482 p.
- « Révision des Nostocacées hétérocystées contenues dans les principaux herbiers de France » (avec Charles Flahault), dans Annales des sciences naturelles, Botanique, 7e série, vol. 3-5 & 7.
- « Les algues de P.K.A. Schousboe récoltées au Maroc & dans la Méditerranée de 1815 à 1829 », Mémoires de la Société Nationale des Sciences Naturelles et Mathématiques de Cherbourg, vol. 28,‎ 1892, p. 165-376